# عبد الله الموسى
عبد الله ناصر الموسى لاعب سعودي يلعب حالياً في نادي المزاحمية.
مثل سابقاً الفئات السنية في نادي النصر السعودي وصعد للفريق الأول موسم 2007 - 2008 وحقق مع الفريق كأس الأمير فيصل بن فهد يلعب في مركز الوسط المدافع يعاب عليه تدخلاته العنيفة وحصوله على الكروت الملونة بنيته الجسمانية الضعيفة لا تخدم المركز الذي يلعب فيه أصيب مطلع موسم 2008 - 2009، وغاب عن الموسم كاملاً، وعاد موسم 2009 - 2010 ويشارك مع الفريق الأولمبي بشكل أساسي.
تم تنسيقه صيف 2010 بإيعاز من المدرب الإيطالي والتر زينغا وانضم بعدها إلى نادي الرياض و لعب معهم ثمان مواسم و بعدها انضم إلى نادي المزاحمية.